# Gregorio de Mijares
Gregorio de Mijares (Madrid, segle XIX) va ser un advocat i polític espanyol.
Era un home cultivat que coneixia bé la literatura i els espectacles teatrals i tenia dots d'organitzador. Les primeres notícies d'ell són com a alcalde de Reus el 1861, encara que sembla que exercia d'advocat a la ciutat des d'un temps abans. Quan va arribar a l'alcaldia, va reorganitzar l'organigrama municipal, suprimint departaments inoperants i creant un arxiu documental. Va nomenar per portar-lo a Joan Malegue, comerciant reusenc que ja havia treballat en diferents càrrecs municipals. Durant quatre mesos va estar absent de l'alcaldia per motius que no es coneixen, i va ser nomenat "regente de la alcaldia" el segon tinent d'alcalde Cristòfol Montagut. El mateix any 1861 va fundar El Entreacto, una revista de teatre que es repartia als entreactes de les representacions que es feien al Teatre de les Comèdies. Va iniciar una gran reforma urbanística a la ciutat, fent enderrocar les portes de les muralles que encara quedaven dempeus i va dissenyar nous carrers en espais que havien estat cultius fins aleshores. Va retolar els carrers nous amb noms genèrics, trencant el costum antic de posar-los-hi els noms dels propietaris dels terrenys, i va rectificar i actualitzar la numeració de les cases. La construcció de la línia del ferrocarril de Reus a Montblanc, va propiciar la ràpida edificació de l'estació i Mijares va fer obrir un carrer des de la plaça de les Comèdies, (avui plaça de Catalunya), fins al davant del nou edifici. El 1861 va establir un cos de bombers, davant l'increment de les indústries tèxtils a la ciutat, moltes d'elles mogudes a vapor. Va ser alcalde de Reus fins al 1863, quan va presentar la dimissió per tornar a la seva terra, ocupant el càrrec com a "regente de la alcaldía" Josep Maria Pàmies Juncosa. Membre del Partit Liberal Conservador, cap al 1878 vivia a Madrid i era membre de la Real Sociedad Económica Matritense de Amigos del País. El 1887 va ser nomenat governador civil de la província de Guadalajara i el 1889 de la d'Ourense.